# Anatahan

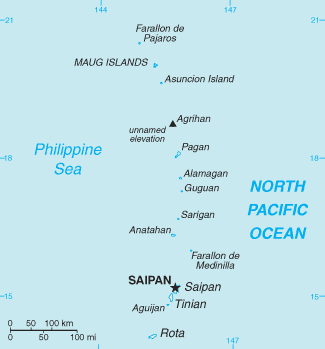
Nordmarianerna

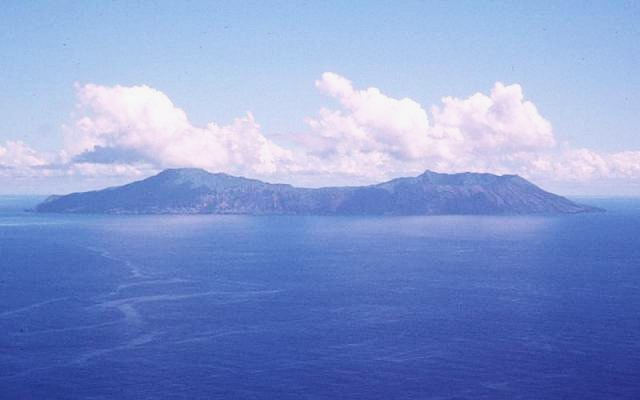
Anatahan

Anatahan (chamorro Anatahan) är en ö i Nordmarianerna i västra Stilla havet.

## Geografi
Anatahan är en liten ö bland Nordmarianerna och ligger cirka 117 km norr om huvudön Saipan och cirka 320 km nordöst om Guam. Geografiskt ligger ön i Mikronesien.
Ön är av vulkaniskt ursprung och har en sammanlagd areal om ca 31 km² med en längd på ca 9 km och ca 3 km bred. Den högsta höjden är den västra vulkanen Mount Anatahan på ca 788 m ö.h.
Den obebodda ön är svåråtkommligt då i stort hela kusten utgörs av höga klippor.
Förvaltingsmässigt ingår Anatahan i kommunen Northern Islands Municipality som omfattar alla öar norr om huvudön.

## Historia
Marianerna har troligen varit bebodd av polynesier sedan 1500-talet f Kr. Ögruppen upptäcktes av portugisiske Ferdinand Magellan i mars 1521 som då namngav öarna "Las Islas de Los Ladrones". Öarna hamnade 1667 under spansk överhöghet och döptes då om till "Islas de las Marianas".
Under första världskriget ockuperades området i oktober 1914 av Japan. Japan erhöll förvaltningsmandat över området av Nationernas förbund vid Versaillesfreden 1919. Marianerna ingick sedan i Japanska Stillahavsmandatet.
Under andra världskriget erövrades ön av amerikanska styrkor.
Öns vulkaner är aktiva med flera utbrott sedan 2003 där det hittills kraftigaste inträffade den 6 april 2005.